# Sušice (kraj ołomuniecki)
Sušice – gmina w Czechach w powiecie Przerów w kraju ołomunieckim. Według danych z dnia 1 stycznia 2012 liczyła 337 mieszkańców.
Pierwsza wzmianka o miejscowości pochodzi z roku 1160.
Zobacz też:
- Sušice (ujednoznacznienie)